# Бої за Конотоп
Бої́ за Коното́п — військові дії за контроль над містом Конотоп та його околицями у Сумській області України в рамках повномасштабного вторгнення російських військ до України 2022 року (частина Російсько-української війни).

## Перебіг подій

### Лютий

#### 24 лютого
До міста Буринь, що на Сумщині, колони російської техніки заїхали близько 11-ї години — через кілька годин від прориву кордону на Сумщині 24 лютого. Щодня 3-4 колони техніки російських військ рухались повз місто у напрямку Києва. Так тривало більше місяця.
Після 17:00 частина російських військ відступили від Сум і пішли назад у бік Конотопа. Один із танків знищили протитанковим комплексом NLAW.
У Конотопі розпочалися бої, є загиблі, повідомили в ОДА. Було зруйновано приватний будинок на вулиці Успенсько-Троїцькій. За свідченнями очевидиці, у вікно будинку військовий з БТР закинув невідомий предмет. Після цього пролунав вибух. Орієнтовно о 18:10, за інформацією Генштабу ЗСУ, змішана колона до 300 одиниць ворожої техніки наблизилась до Конотопа. Підрозділи Збройних Сил України вступили в бій. Війська противника зупинили в районах населених пунктів Грем'яч та Кролевець.
Станом на 19 годину вечора, за інформацією Василя Згонника, головного лікаря Конотопської ЦРЛ до лікарні доставили 6 поранених, серед яких 4 військових. Один у тяжкому стані. Також під обстріл на московській трасі потрапили двоє цивільних: чоловік та дитина.

#### 25 лютого
О 3:35 (UTC+2) російські війська, що наступали з північного сходу, оточили місто Конотоп і взяли його в облогу. Орієнтовно о 4:20 військова техніка з Бурині підійшла до Конотопа. На ранок, під містом ворожу техніку було підбито.
На 11:00 міський голова Конотопа повідомив, що в місті відсутня електроенергія в районі Загребелля, працюють аварійні бригади. На окремих вулицях немає інтернету, його теж відновлюють. Конотопський хлібозавод працює.
Українські війська захищали свої позиції від обстрілу. Російська техніка горіла у місті вранці, містом пройшли важкі бої. Українська армія заявила, що російські війська, які оточили місто, були погано забезпечені та відступили. Загалом українські захисники спалили близько 40 одиниць техніки окупантів. За даними української армії, урядові сили втратили контроль над містом.

#### 26—27 лютого
Вночі війська РФ на околицях Конотопа облаштували блок-пости. Приблизно о 7:12 над Конотопом пролітала російська авіація, повідомили у військовій адміністрації. У селі Воргол на Путивльщині 26 лютого місцеві чоловіки взяли у полон сімох російських солдатів, які вели ще двох українських полонених. Росіяни втратили бронетехніку, на якій приїхали в Україну, і йшли пішки через село. Максим Конюх — мешканець с. Воргол згадував: «Ми їх привели сюди, вони тут роззброїлися. Ми їх напоїли обіцяним чаєм. Повелися на чай і тепло. Вони дуже боялися, що їх будуть катувати. Їх поміняли на наших воїнів».
В обід 27 лютого у Конотопі ворог почав заходити на м'ясокомбінат.

#### 28 лютого
Російські окупанти біля села Підлипне залишили техніку, в якій закінчилося паливо.
На виїзді з села Слобода Конотопського району військові РФ обстріляли автомобіль марки ГАЗ. Двоє чоловіків загинули. За процесуального керівництва Конотопської окружної прокуратури проводиться досудове розслідування за фактом порушення законів та звичаїв війни (ч. 2 ст. 438 КК України).

### Березень

#### 1—2 березня
Приблизно о 12 годині 1 березня у Конотопі було оголошено повітряну тривогу через загрозу авіаударів.
Близько 11 години військові РФ вимагали у місцевої влади віддати місто Конотоп під їх контроль. Погрожували тим, що на місто наведена артилерія. «Пропонували, щоб ми їх не чіпали, а вони не будуть чіпати Конотоп», — сказав міський голова Конотопа Артем Семеніхін. Російську техніку під міськрадою оточили конотопці з вигуками «Ганьба!».
О 13:20 на виїзді з села Слобода, біля Конотопа, російські окупанти обстріляли автомобіль, загинуло двоє людей.

#### 4 березня
Згідно із списком, оприлюдненим 4 березня в Офісі Президента України до напрямків, які потребують гуманітарних коридорів потрапив і Конотоп. Це стало результатом другого раунду перемовин між Україною та Росією, де досягли порозуміння щодо гуманітарних коридорів. З восьми областей у Сумській були визначені такі міста: Суми, Шостка, Ромни, Охтирка та Конотоп.

#### 12 березня
Від міської ради Конотопа колони на особистому транспорті та автобусах виїхали о 9:00. Напрям руху колони: Конотоп, Шевченкове, Карабутове, Хмелів, Ромни, Андріяшівка, Лохвиця, Лубни, Полтава. Із Конотопа виїхало 115 авто (550 громадян) та 7 автобусів (210 громадян).

#### 15—17 березня
15 березня на Сумщині працювали «гуманітарні коридори» за п'ятьма маршрутами — із Сум, Тростянця, Лебедина, Конотопа і Шостки. Кінцевий пункт призначення всіх маршрутів — Лубни на Полтавщині.
З Кропивницького у місто Конотоп 16 березня привезли 3,5 тонни гуманітарної допомоги. Про це Суспільному розповів заступник міського голови Кропивницького Михайло Бєжан. У Конотоп відправили 800 банок тушонки, тонну замороженої курятини, теплі речі та білизну. За словами Михайла Бежана, допомогу надали місцеві підприємці.
Станом на 13 годину 17 березня було знеструмлено Конотоп. За інформацією Конотопського міського голови Артема Семеніхіна не витримували мережі. Обленерго робить все можливе для того, аби зробити перепідключення. Відсутнє електропостачання в Глухівській громаді, повідомили в міськраді.

#### 18 березня
На Сумщині 18 березня з 9 години ранку працювали гуманітарні коридори. Можна було виїхати з Великої Писарівки, Тростянця, Краснопілля, Сум, Лебединської та Конотопської громад. З Конотопа можна було виїхати на особистому транспорті та автобусах з 9 години ранку від площі біля міськради. З міста колона рухалась через Шевченкове, Хмелів, Ромни, Андріяшівку і далі на Полтавщину через Лохвицю до Лубен. Колону традиційно супроводжували представники Міжнародної організації Червоного Хреста. За даними обласної військової адміністрації, станом на 17:00 із Конотопа виїхало: 55 авто — 270 громадян, 5 автобусів — 130 громадян.
Конотоп 18 березня отримав 20 тонн гуманітарної допомоги з Чернівців. Це харчові продукти, ліки, суміші для дітей, гігієнічні засоби, підгузки та інше.

#### 24 березня
24 березня військові Росії на власному подвір'ї розстріляли двох пенсіонерів із села Великий Самбір Конотопського району. Від отриманих вогнепальних поранень 62-річні чоловік та жінка померли. Правоохоронці України розпочали досудове розслідування цього розстрілу. Кримінальне провадження відкрили за фактом порушення законів та звичаїв війни (ч. 2 ст. 438 КК України)

#### 27 березня
Близько 17:15 27 березня військовослужбовець РФ умисно здійснив наїзд на пішоходів із села Чаплищі на Путивльщині, які йшли пішки в попутному напрямку за межами села Чумакове Конотопського району. У результаті 33-річний чоловік загинув, мати та 15-річний син Іван отримали травми. Унаслідок травм підлітку довелося частково ампутували ногу, повідомила речниця прокуратури Наталя Науменко. За спогадами Івана Чабана він не встиг повернути голову у бік траси, було темно, він упав, бо знав, що їде танк, і думав, що вже все. Його маму перекинуло через відбійник, а хлопця якось підкинуло і правою ногою, вдарило об відбійник. Як виявилося росіяни щось тягли за танком, у них зірвалось і зачепило родину.
Досудове розслідування проводиться за фактом порушення законів та звичаїв війни (ч. 2 ст. 438 КК України). Дана стаття передбачає покарання з позбавленням волі на строк від 10 до 15 років або довічним позбавленням волі.

#### 30—31 березня
У Конотопському районі російські військові продовжували контролювати дороги, обстрілювати житлові квартали та тероризувати мирне населення. Зокрема, проїжджаючи повз населені пункти, росіяни стріляли з танків та стрілецької зброї у тому числі по вікнах будинків. У населених пунктах Новослобідської, Путивльської, Попівської та Дубов'язівської громад в ці дні тривав активний рух військової техніки РФ. Навколо Бурині були встановлені блок-пости російської армії. Людей не впускали та не випускали з міста.
За дві доби через Великий Самбір, — за інформацією Попівського сільського голови Анатолія Боярчука, — пройшло десь 3000 техніки РФ. Перебуваючи в селі, солдати грабували теплий одяг, ковдри, їжу. Все розпочалось з першого дня війни, коли пішов рух техніки агресора у цьому напрямку із станції Вязове, де вони дислокувалися, і сюди, через Семянівку, Шевченкове, Великий Самбір.
Місто Буринь росіяни оточили блокпостами. Один з них встановили біля залізничного переїзду, з виламаними дверми та купою сміття. Виїжджали колони техніки, які поверталися з київського напрямку через Буринь, два дні. Везли і шафи, і сумки базарні, і собачі будки примотані та зарізане порося. За спогадами місцевих навіть корова із тенту із КамАЗа виглядала: «Сидять солдати і корова там».
У Конотопському районі внаслідок наїзду автівкою на міну загинула людина. Ще троє людей потрапили у лікарню. Також росіяни розстріляли цивільного чоловіка, повідомив голова Сумської обласної державної адміністрації Дмитро Живицький.

#### 1—4 квітня
Військові РФ у великій кількості, зайшовши через державний російсько-український кордон, розпочали окупацію центральної частини Сумської області. Про це в ефірі інформаційного марафону сказав голова Сумської обласної військової адміністрації Дмитро Живицький. Декілька днів продовжувалося накопичення військ у Конотопському районі та частково в Сумському районі, починаючи кордону з Російської Федерації: Білопільська громада, Буринська, Путивльська, Новослобідська. Так було сформовано умовний «коридор», через який відбувався постійний рух військової техніки з Київської та Чернігівської областей у зворотному напрямку на Росію. У Конотопському районі та північній частині Роменського наразі небезпечно пересуватися цивільному населенню. Велике накопичення російських військ було від Білопілля до Конотопа — в Білопільській, Путивльській, Буринській, Ново-Слобідській, Попівській громадах і навколо Конотопа.
|  | Далі до Конотопа — дуже складна ситуація. Більше тисячі одиниць військової техніки. Періодично відбуваються зіткнення, обстріли російською артилерією наших населених пунктів. Вони розміщують свою техніку між житловими будинками у селах, тим самим прикриваючись мирними мешканцями. Відбуваються обстріли цивільних автомобілів. 1 квітня викрали чоловіка, який віз гуманітарну допомогу в одну з громад", — зазначив очільник області. |

31 березня, між селами Пересипки та Чумакове на Путивльщині військові РФ затримали цивільну машину з жителями Шосткинського району під час перетину російського блок-посту. За інформацією Дмитра Живицького у людей забрали телефони та обіцяли дати їм місце для ночівлі. Після цього зв'язок із затриманими зник. Станом на 1 квітня їхнє місце перебування було невідомим, а телефони вимкнені. Вдалося повернути їх лише в результаті обміну полоненими 12 квітня з російського полону. Шосткинці перебували в ізоляторі на території Курської області. За їх словами, за гратами у рашистів перебувало багато українців…
Також солдати РФ 31 березня під час руху колони через село Сім'янівка Конотопського району обстріляли приватні будинки мирних жителів на вулиці Центральній. Внаслідок обстрілу пошкодили близько 10 будинків.
1 квітня російські військові взяли у полон заступника голови Новослобідської громади Конотопського району Олексія Шибаєва на блокпості, який встановили військові РФ біля с. Пересипки Путивльської територіальної громади. Він супроводжував гуманітарний вантаж. Про повернення Олексія Шибаєва 3 квітня повідомив голова Сумської обласної військової адміністрації Дмитро Живицький.
Також до російського полону потрапив військовий Збройних Сил України. Протягом довгого часу чоловік не виходив на зв'язок із рідними. 1 квітня його матері надійшло відео, що сина захопили в полон.
У ніч на 3 квітня російські військові зруйнували міст через Сейм у селі Чумакове на Сумщині. Він сполучав на автодорозі Р44 між Путивлем на Буринню населені пункти Конотопського району із Сумами. За інформацією місцевих жителів, російські військові перейшли міст у бік кордону з Росією і підірвали його за собою.
Нововведені російські війська забезпечували прикриття та логістичну підтримку окремих підрозділів, які з 3 квітня активно відводилися на територію Російської Федерації з технікою та награбованим майном. На звільнених територіях ще декілька днів перебували малочисельні групи російських військовослужбовців, які переховувалися або намагалися самостійно перетнути державний кордон України. Була зачистка, знайдено, ліквідовано декілька підрозділів, забрано трофейну техніку. Це і медичний тигр, тайфун і танки бойові машини піхоти, — розповів Дмитро Живицький.

#### 6 квітня
У селі Дептівка Конотопського району ЗСУ знешкодили групу російських військових, які перебували поряд із Уралом, завантаженим награбованим в Україні майном. За інформацією Генеральної прокурорки України Ірини Венедіктової п'ятьох із них було убито, а трьох взято у полон.

## Галерея

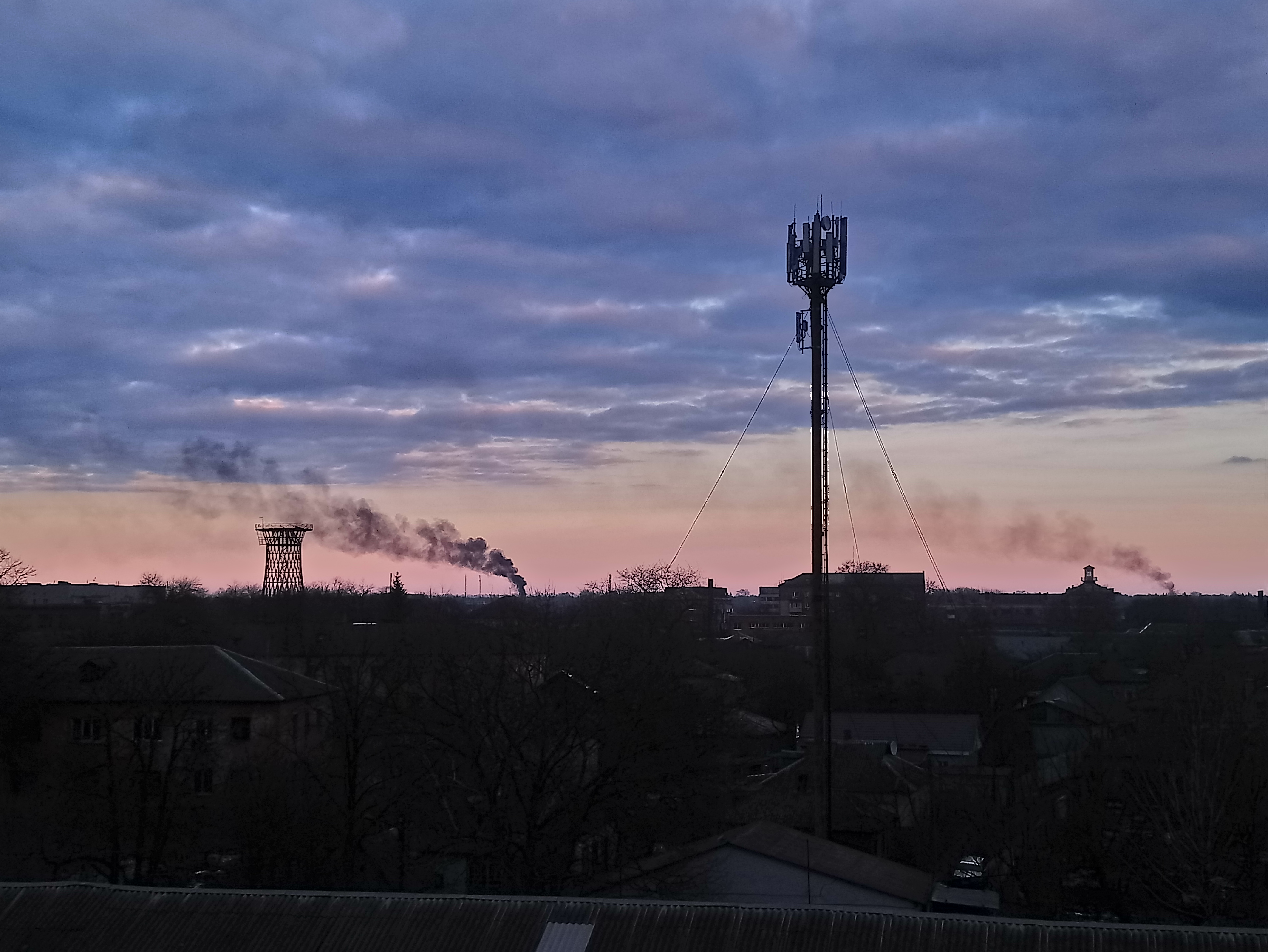
24.02.2022
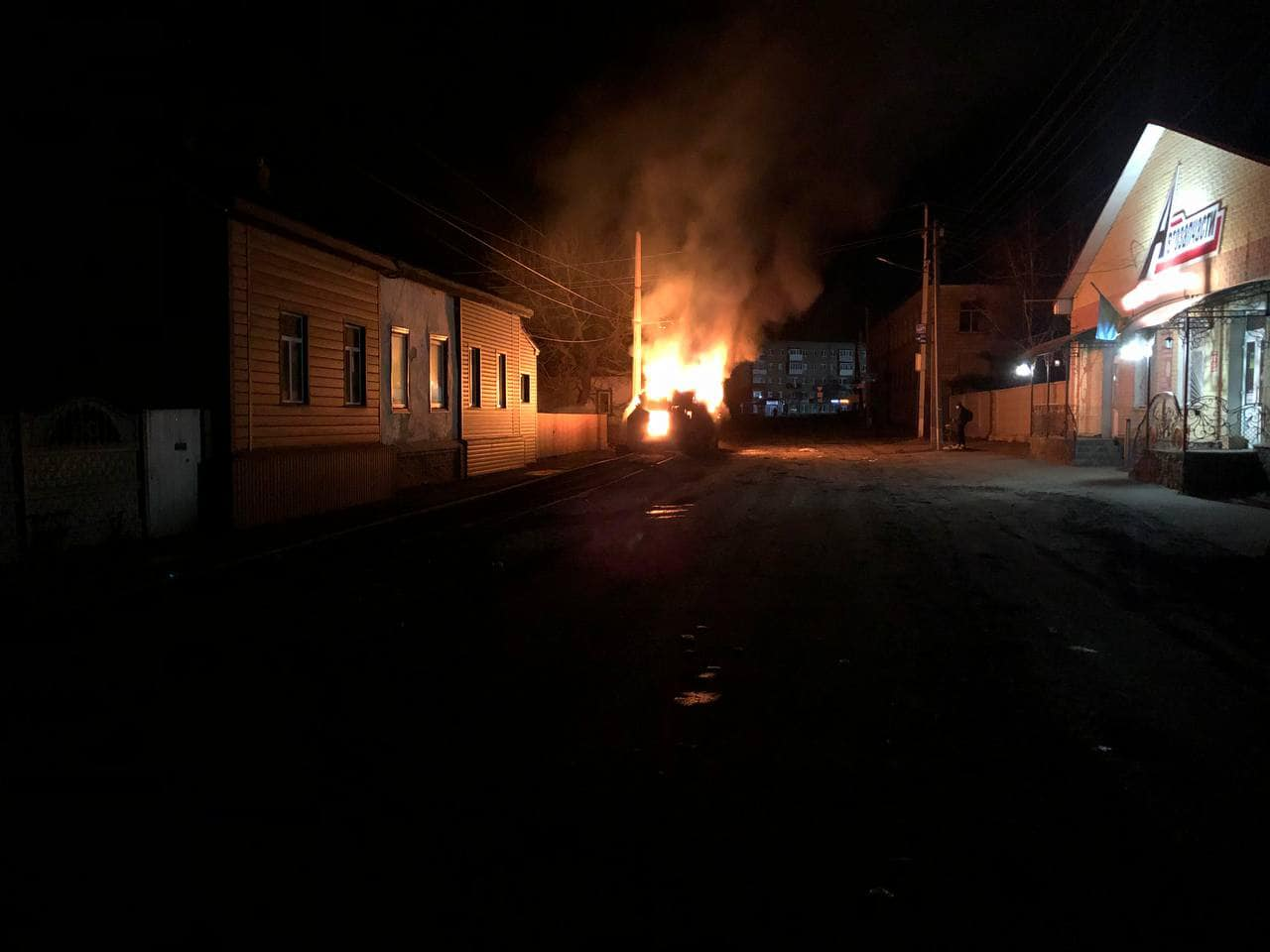
24.02.2022
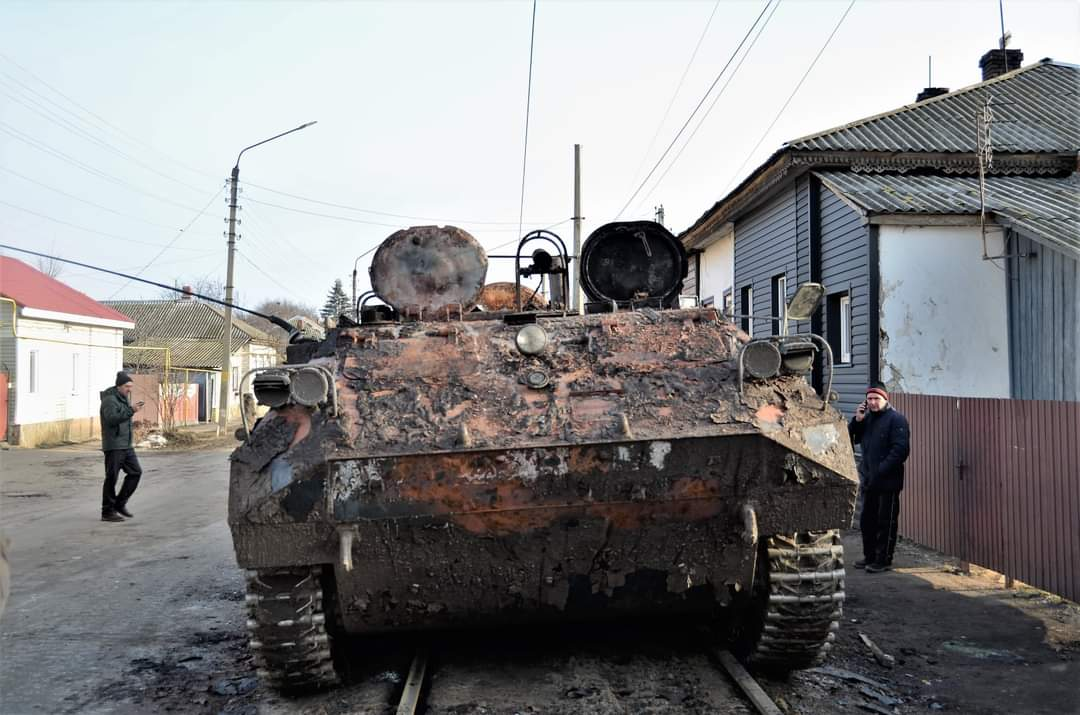
25.02.2022
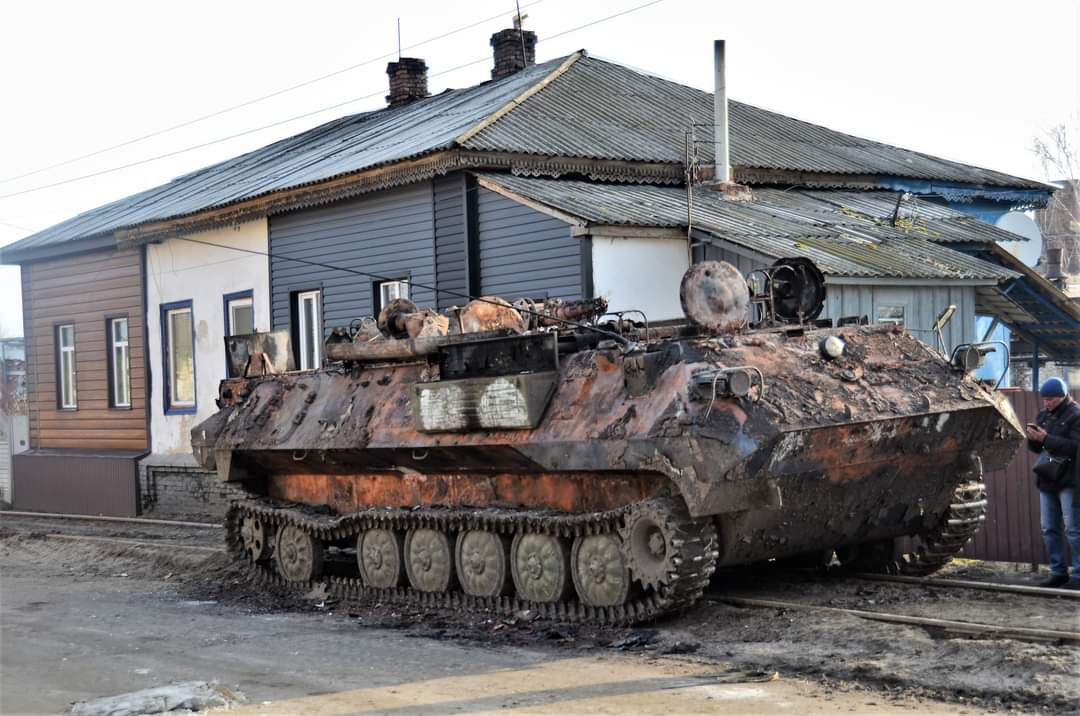
25.02.2022
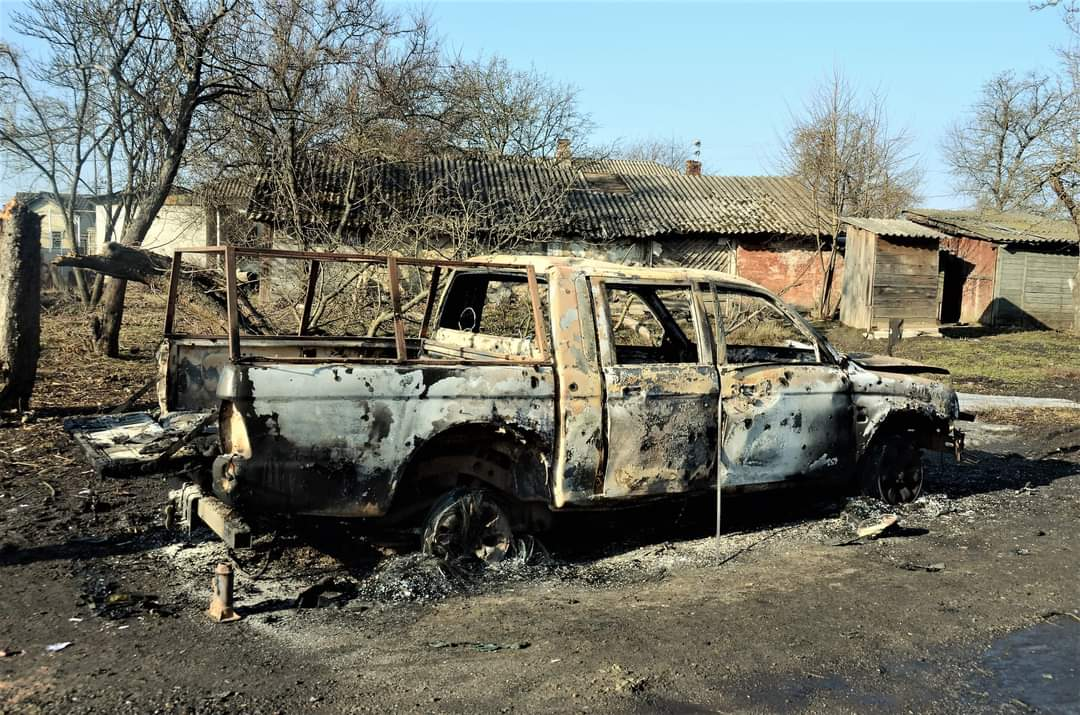
25.02.2022
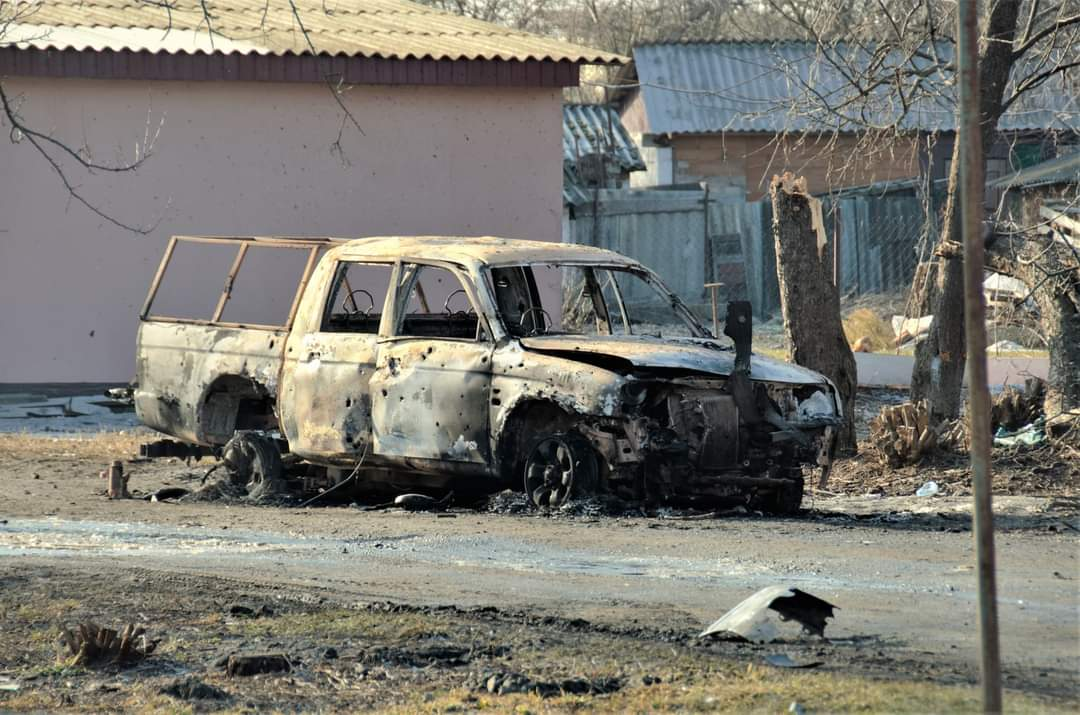
25.02.2022
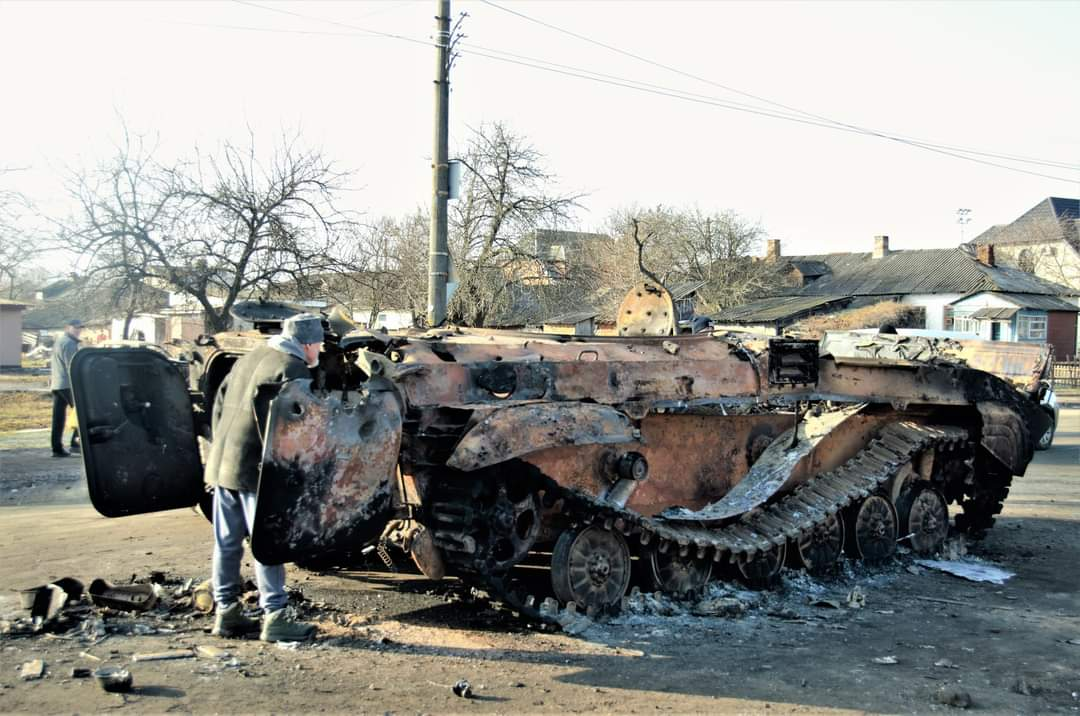
25.02.2022
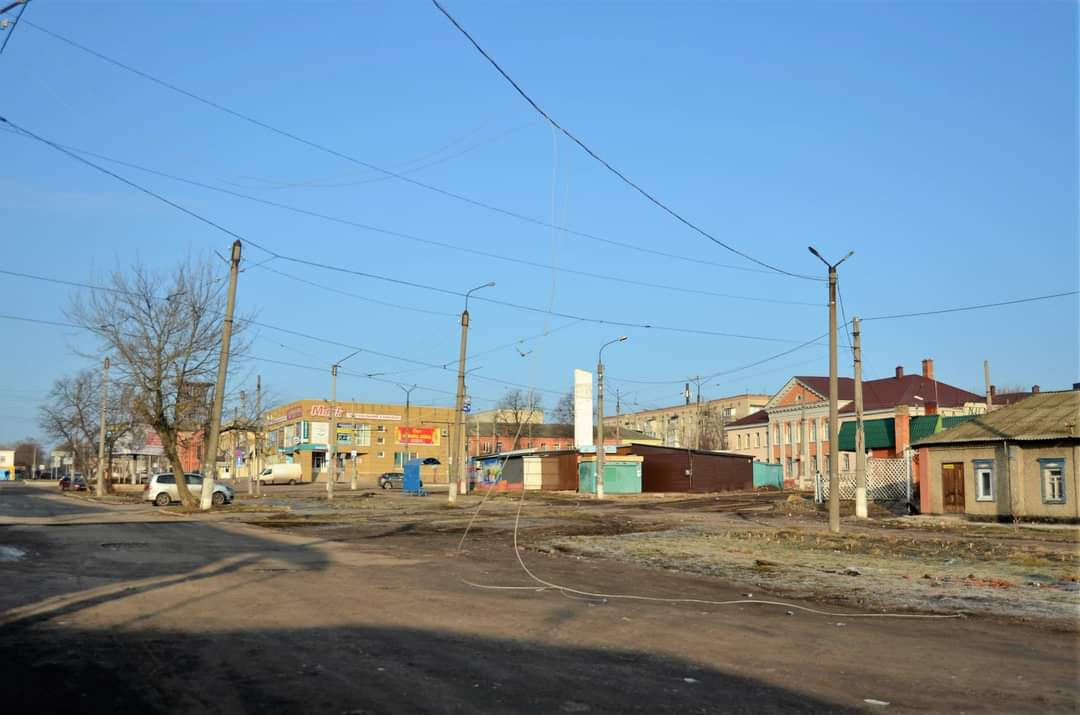
25.02.2022
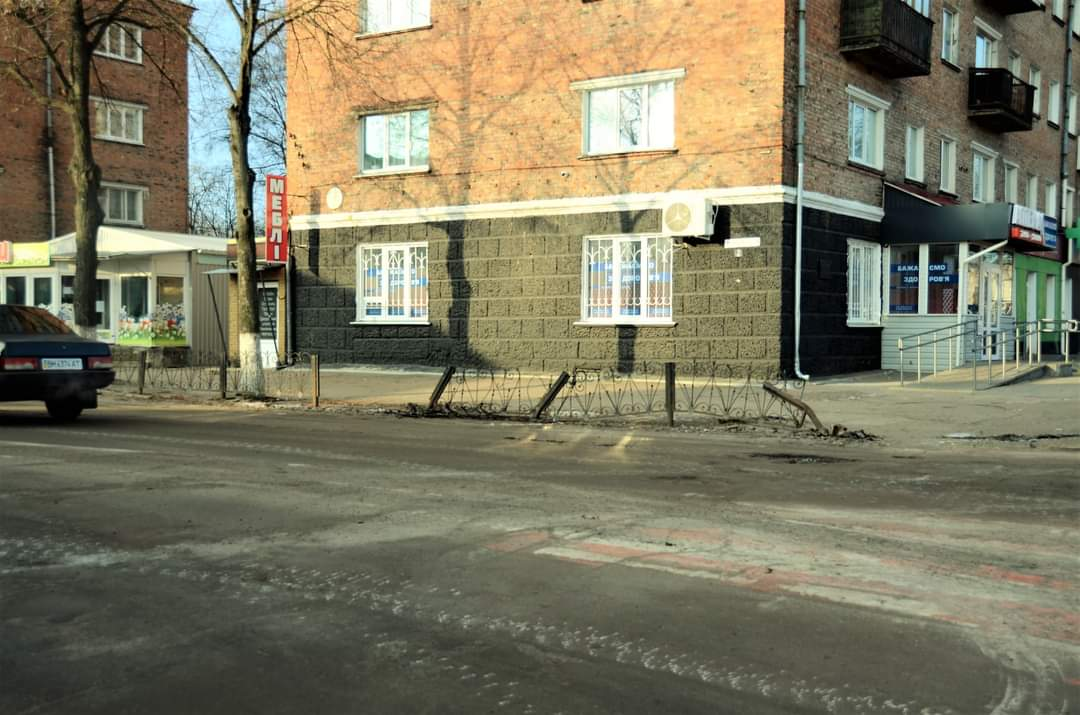
25.02.2022
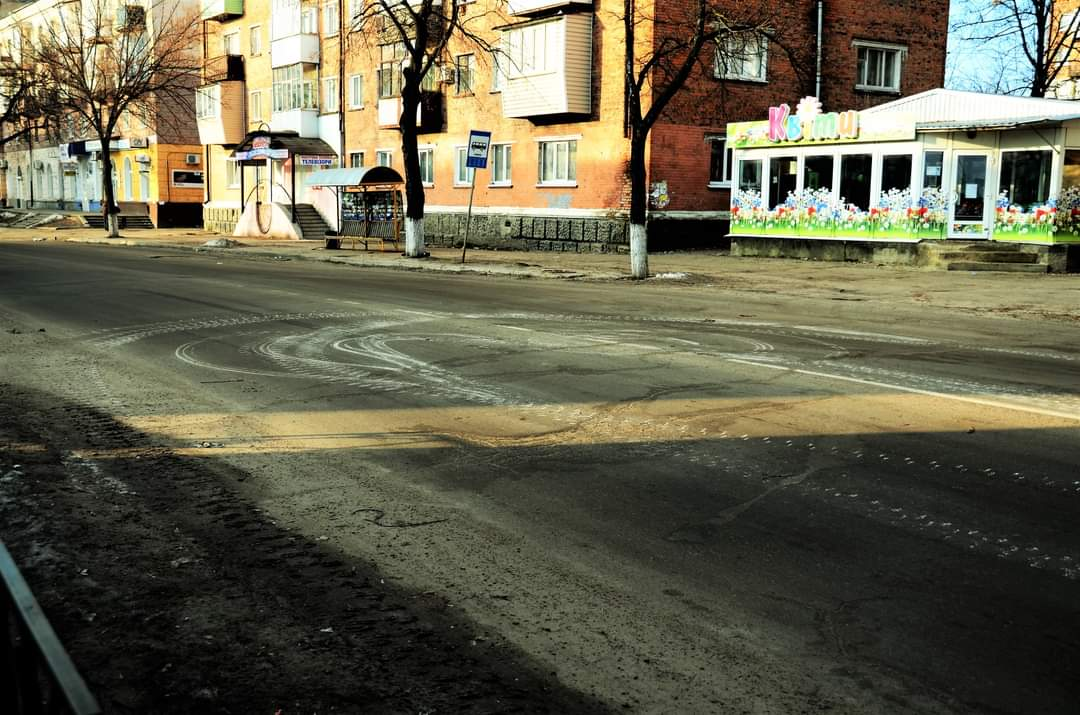
25.02.2022
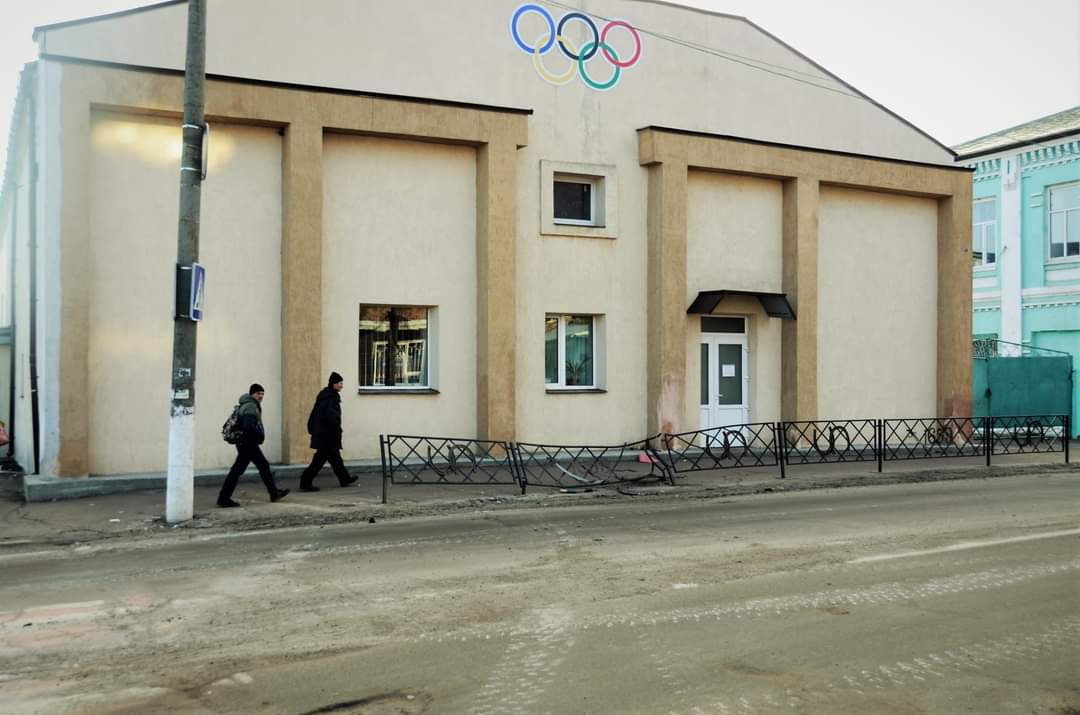
25.02.2022
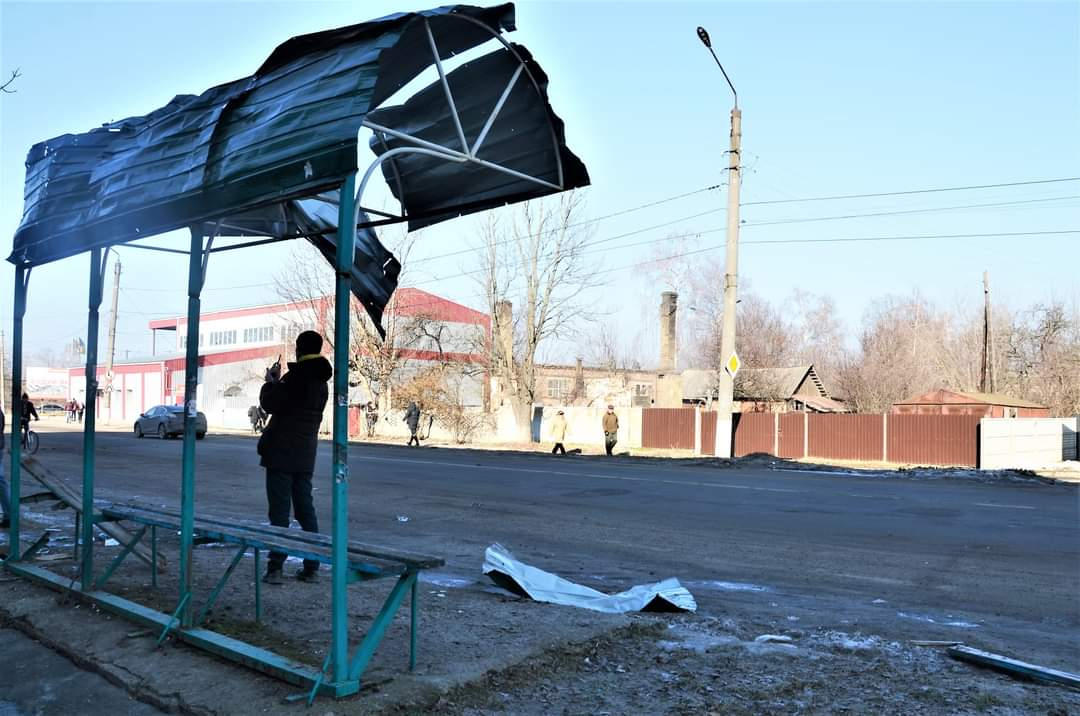
25.02.2022
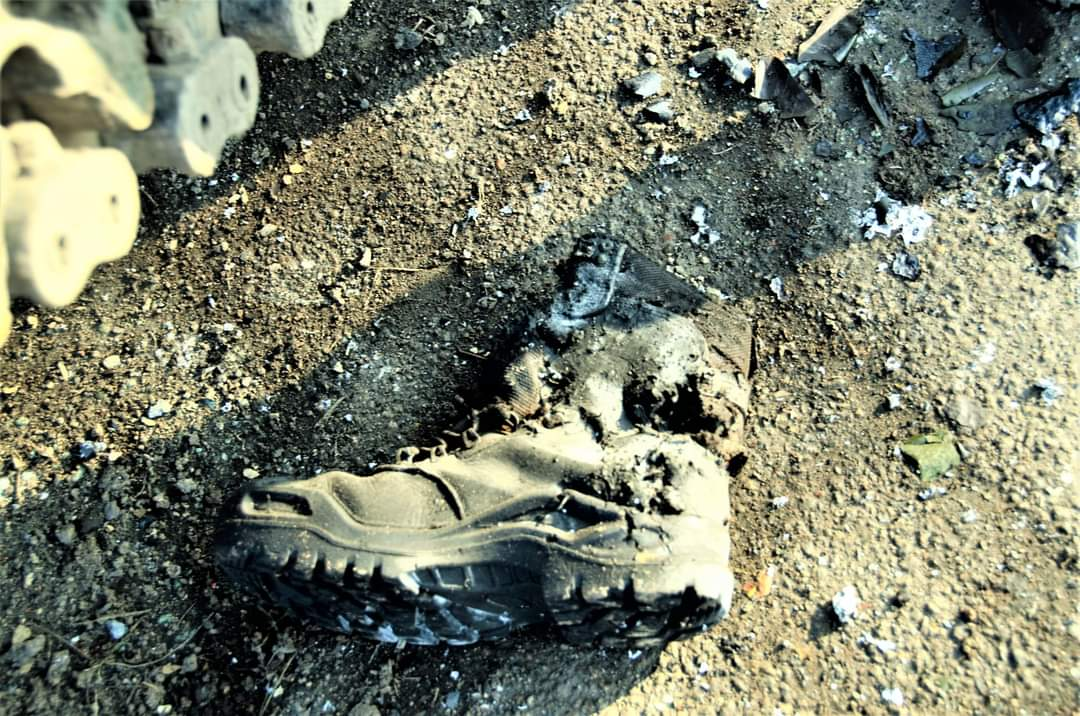
25.02.2022
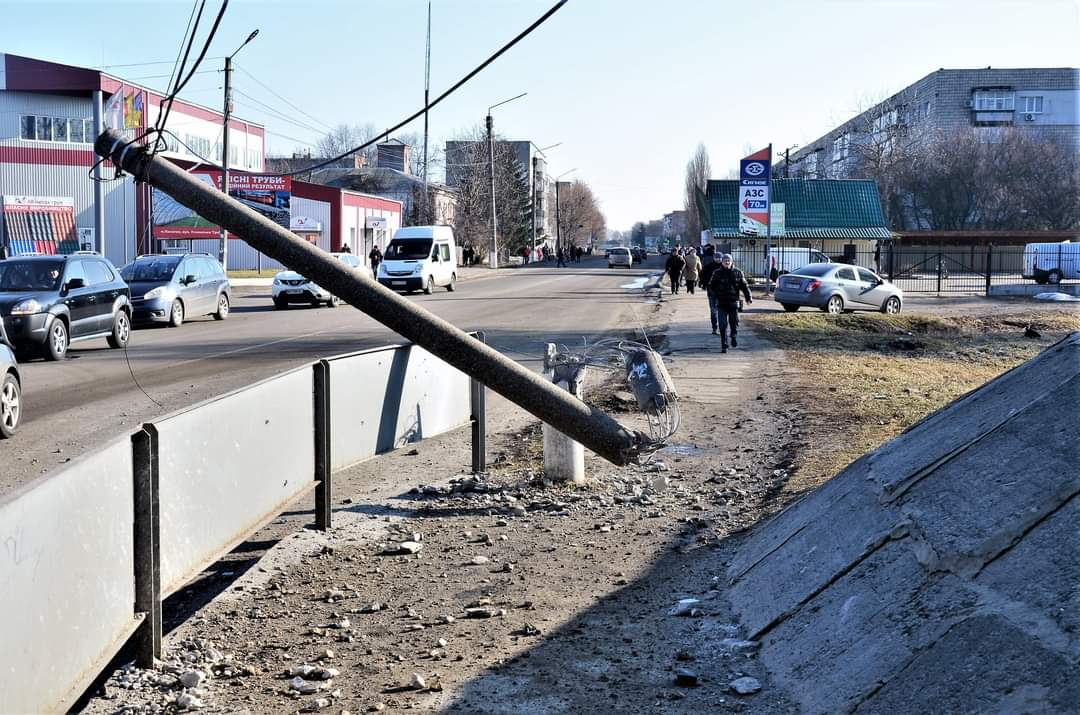
25.02.2022
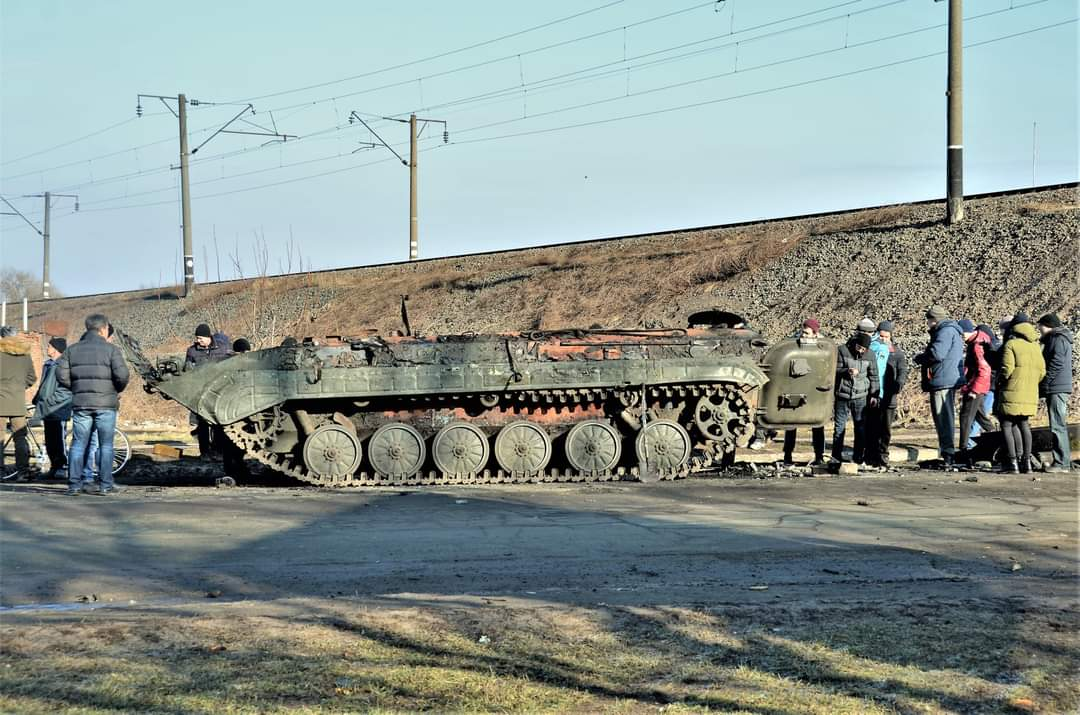
25.02.2022
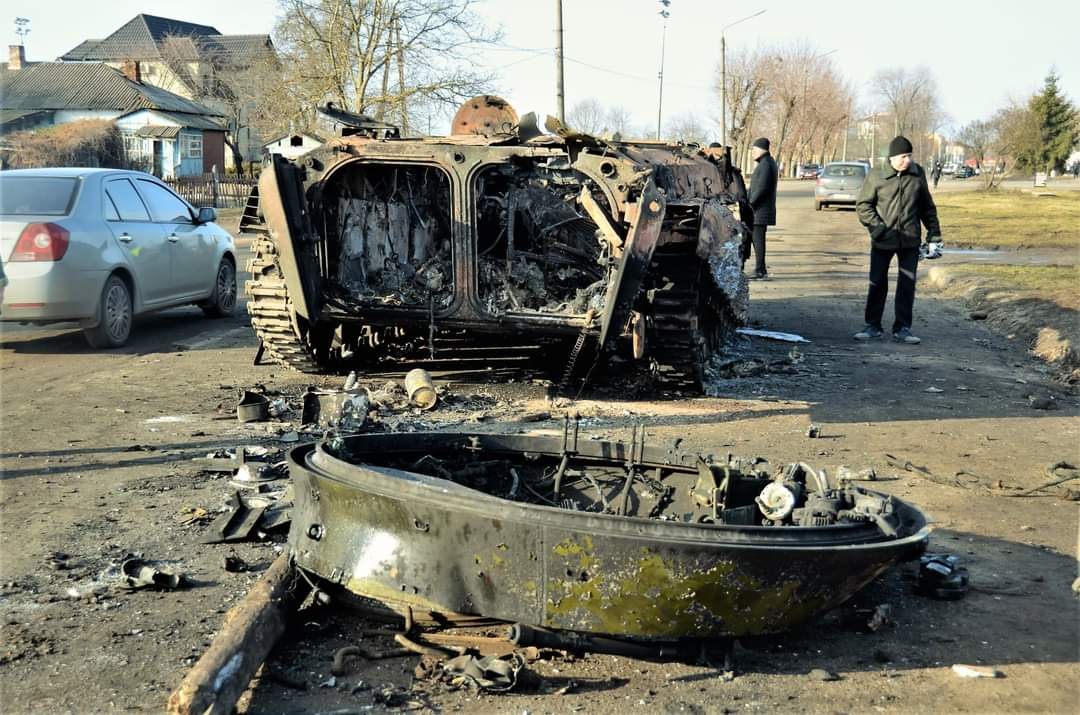
25.02.2022
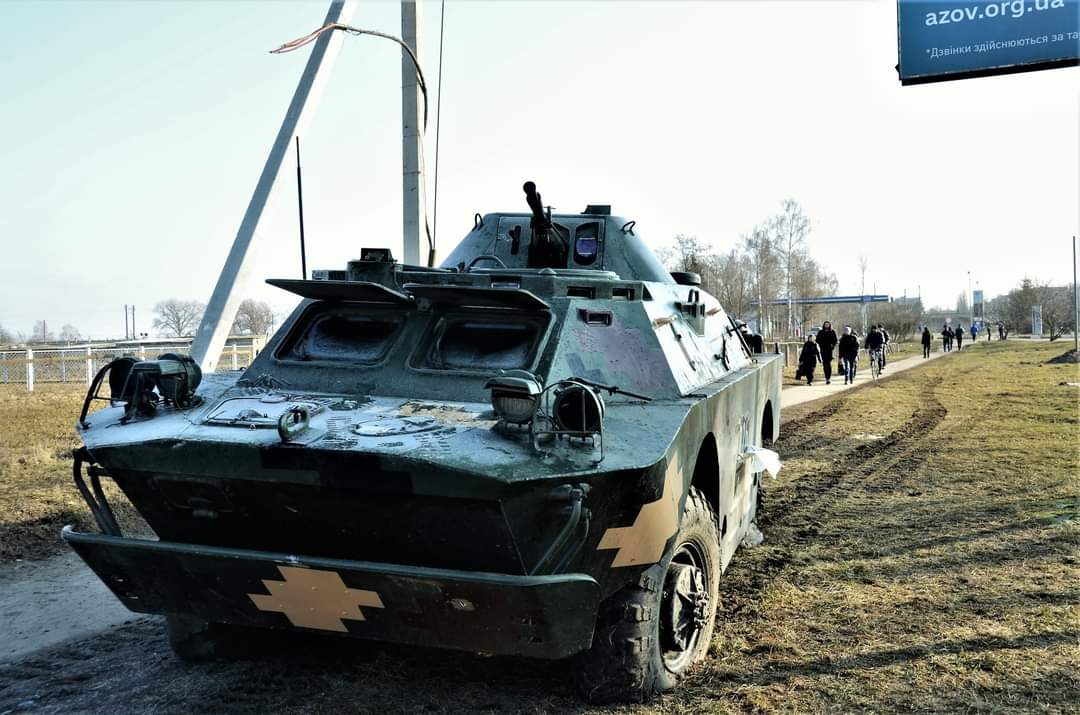
25.02.2022
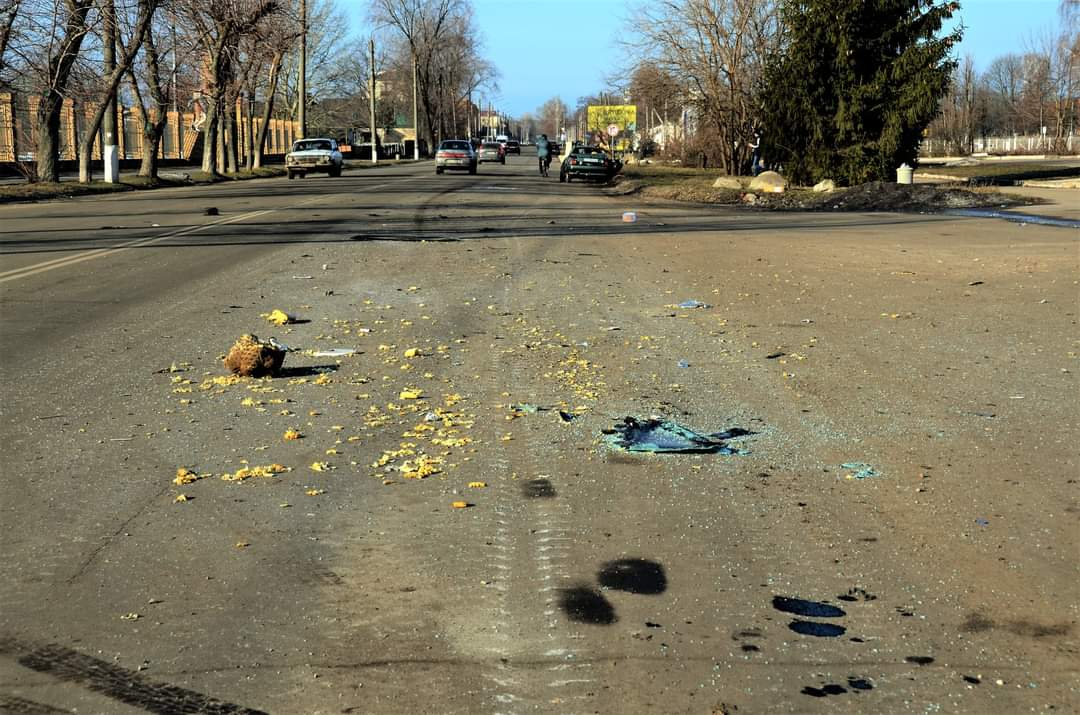
25.02.2022
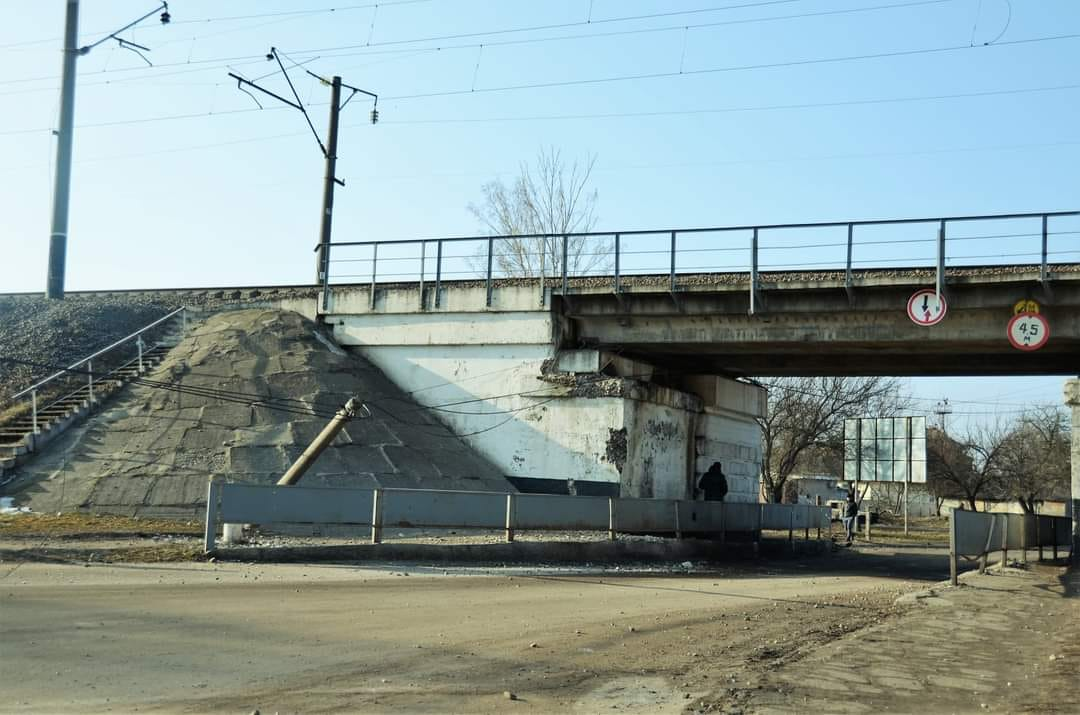
25.02.2022
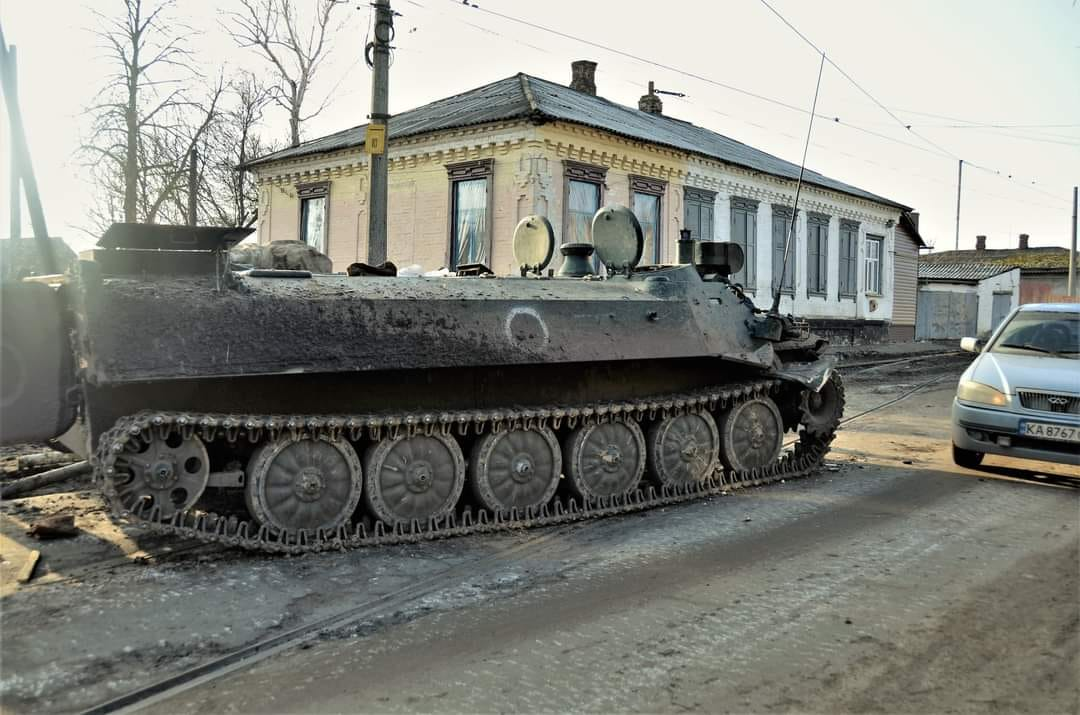
25.02.2022
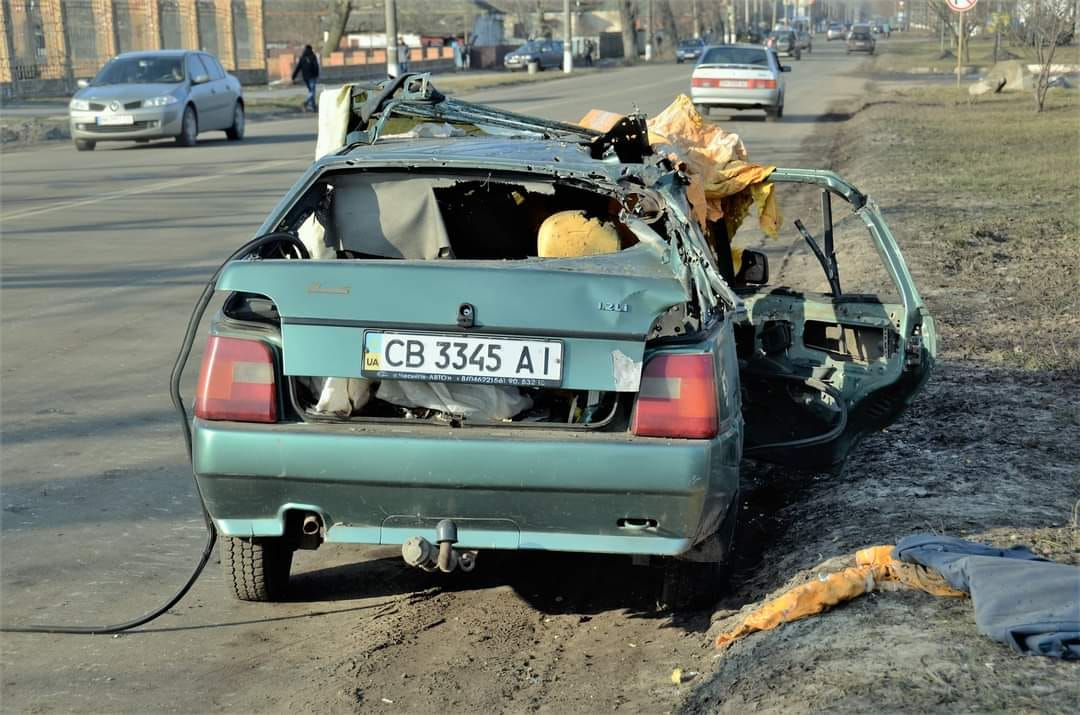
25.02.2022
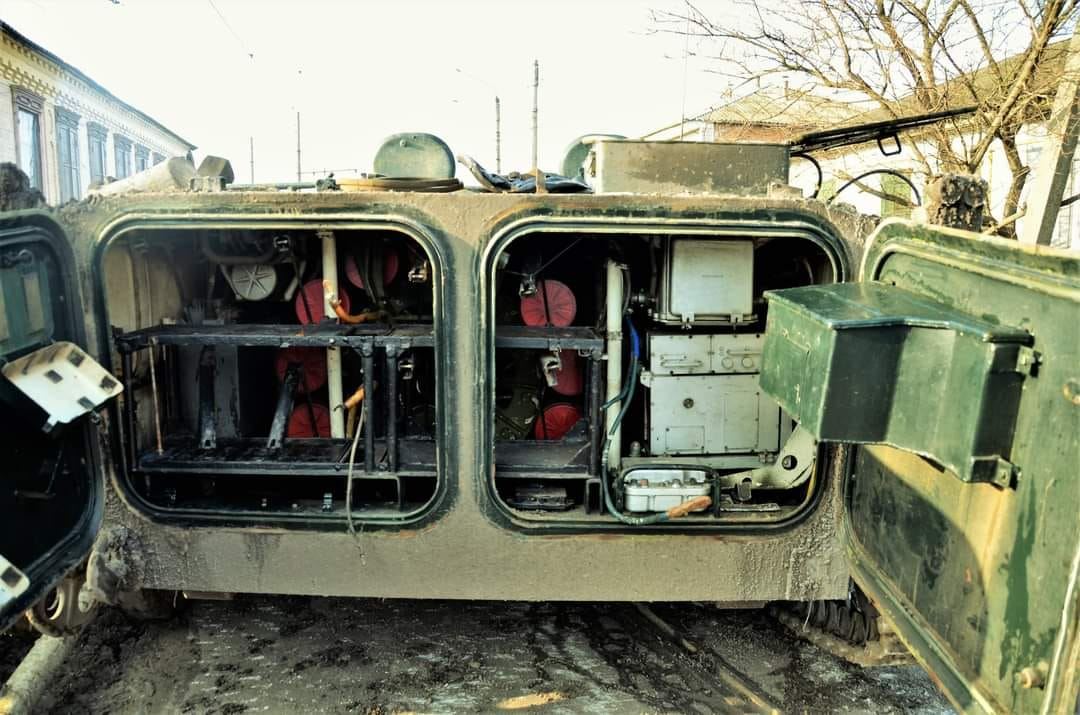
25.02.2022
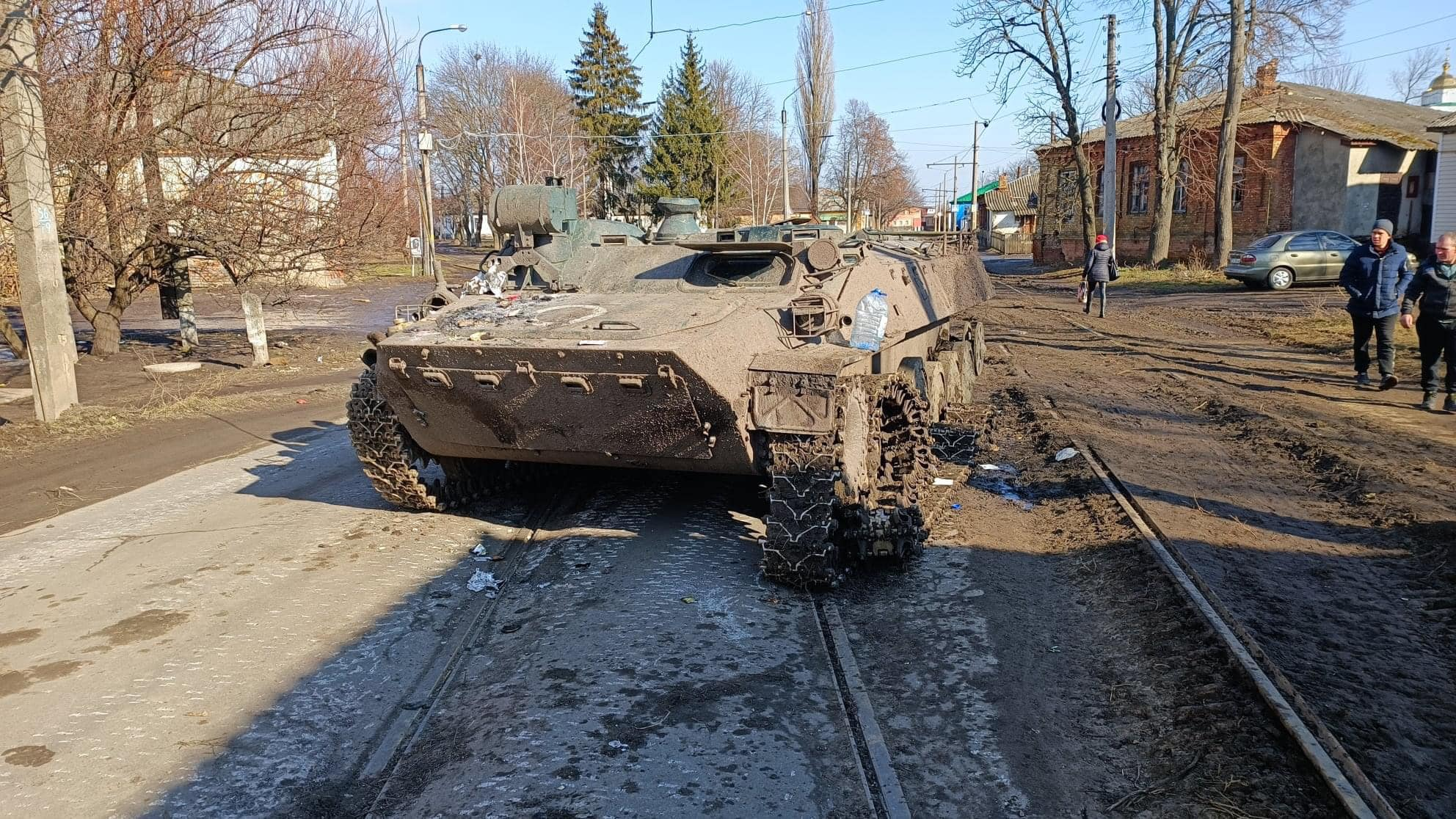
25.02.2022
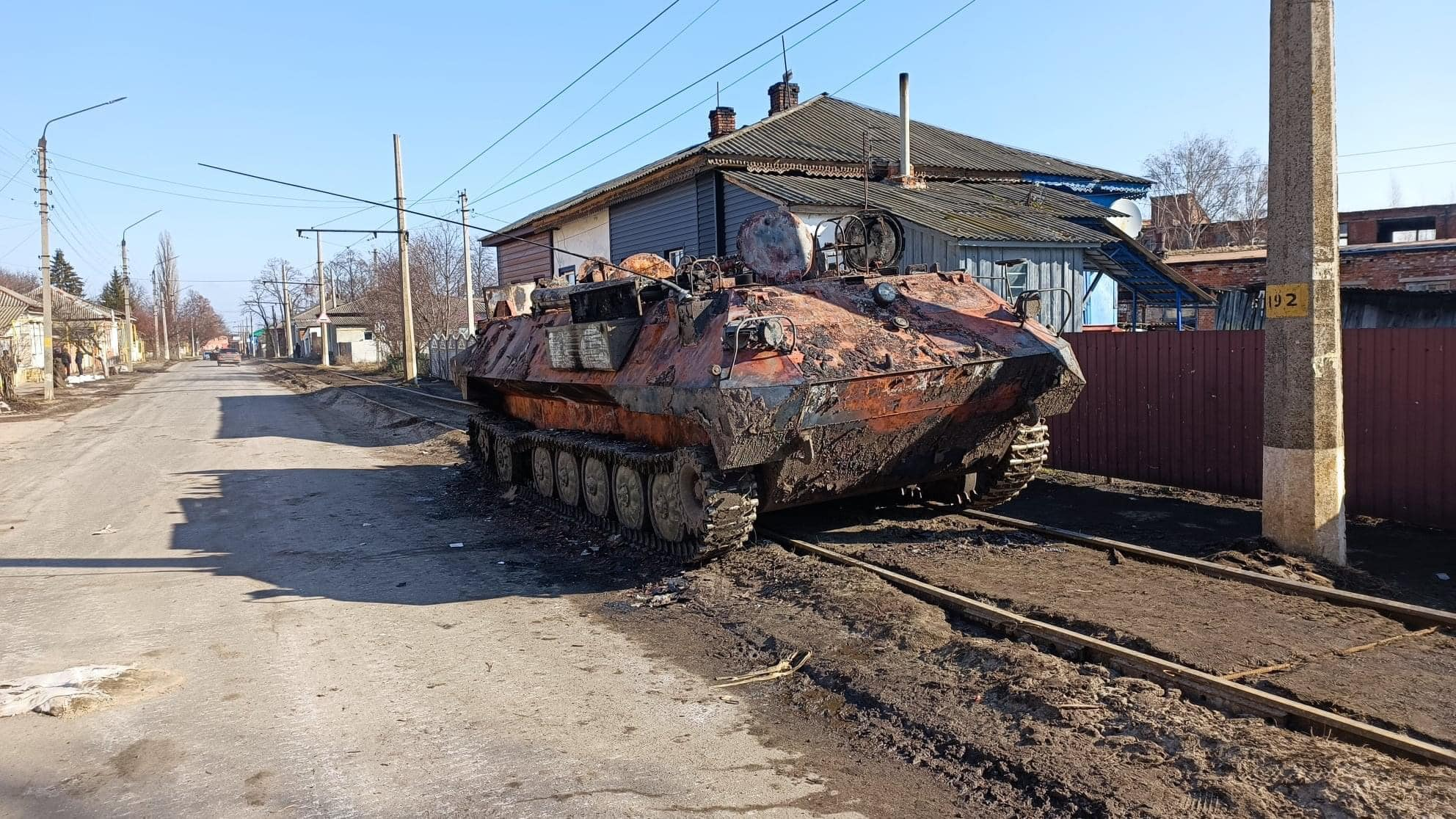
25.02.2022